# Marmota menzbieri
Marmota menzbieri es una especie de roedor de la familia Sciuridae. Se encuentra en Kazajistán, Kirguistán y Uzbekistán. Su hábitat natural es el pastizal templado. Está amenazada por la pérdida de hábitat.